# Ancylotrypa vryheidensis
Ancylotrypa vryheidensis là một loài nhện trong họ Cyrtaucheniidae. Loài này phân bố ờ Nam Phi.